# Заболоття (Красноборський район)
Заболоття (рос. Заболотье) — присілок в Красноборському районі Архангельської області Російської Федерації.
Населення становить 0 осіб. Входить до складу муніципального утворення Телеговське сільське поселення.

## Історія
Від 2004 року входить до складу муніципального утворення Телеговське сільське поселення.

## Населення
| 2010 |
| ---- |
| 0    |